# The Gallery
The Gallery е вторият дългосвирещ студиен албум на шведската група Dark Tranquillity и първият такъв с Микаел Стане за главен вокалист. През 2005 г. е преиздаден от Century Media.